# 久伊豆神社 (白岡市実ケ谷)
久伊豆神社（ひさいずじんじゃ）は、埼玉県白岡市の神社。

## 歴史
1441年（嘉吉元年）に創建された。それを裏付ける社伝は残されていないが、現在の同県日高市にある聖天院には「応仁二年（1468年）」「久伊豆御宝」「佐那賀谷（さながや）村」の銘がある鰐口が残されていることから、その頃には既に存在していたものと推測される。何故、当社の鰐口が日高市の聖天院に所蔵されていたのかは不明である。近くにあった「延命院」が別当寺であった。延命院は真言宗の寺院であったが、明治初期の神仏分離により、廃寺に追い込まれた。現在、跡地には「実ケ谷自治会館」が建てられている。
1874年（明治7年）、近代社格制度に基づく「村社」に列せられた。

## 交通アクセス
- 白岡駅より徒歩27分。